# Miesięcznik Nasz Gdańsk
Nasz Gdańsk – bezpłatne gdańskie czasopismo dofinansowywane ze środków Miasta Gdańska, wydawane od 2001 roku przez Stowarzyszenie „Nasz Gdańsk”, odznaczone przez Radę Miasta Gdańska Medalem Księcia Mściwoja II (2012) oraz przez Prezesa Urzędu do Spraw Kombatantów i Osób Represjonowanych Medalem Pro Memoria. Redaktorem naczelnym jest doc. dr inż. Andrzej Januszajtis, a redaktorem wydania Katarzyna Korczak.
Na łamach miesięcznika ukazują się artykuły popularyzujące historię Gdańska, kształtujące postawy patriotyczne, poczucie tożsamości historycznej oraz polskości w Gdańsku i na Pomorzu. Niekiedy redaktorzy przedstawiają też alternatywy dla proponowanych zmian dotyczących zagospodarowania przestrzennego, które mają na celu zachowanie przez Śródmieście Gdańska właściwego kształtu zabudowy historycznej. Oprócz tego dziennikarze magazynu „Nasz Gdańsk”, tacy jak prof. Zbigniew Szot, dr Jarosław Balcewicz, dr inż. Bogdan Sedler, Zbigniew Socha, Sławomir Lewandowski, Waldemar Kowalski, Stanisław Michel, Rufin Godlewski, Mieczysław Wasiewicz, Roman Nadolny, Józef Kubicki, Arkadiusz Kowalina czy Mirosław Begger opisują wydarzenia kulturalne mające miejsce w Gdańsku. W gazecie regularnie ukazują się wiersze Wacława Janockiego. Ksawery Tyzo zaś publikuje w niej cykl reportaży pt. Co w trawie u gdańskich nastolatków piszczy, wyjaśniający trendy panujące u młodzieży, a zarazem stanowiący łącznik między starszym i młodszym pokoleniem.